# Zygophyllum
Genre
Classification phylogénétique
Zygophyllum est un genre de plantes de la famille des Zygophyllaceae.

## Étymologie
Linné a formé le nom Zygophyllum à partir du grec ζυγόν - zugon = joug et φύλλον - phullon = feuille, parce que les feuilles sont composées de seulement deux folioles.

## Synonymes
- Halimiphyllum (Engl.) Boriss.
- Melocarpum (Engl.) Beier & Thulin
- Miltianthus Bunge
- Roepera A. Juss.
- Sarcozygium Bunge

## Liste des espèces
- Zygophyllum aegyptium Hosny
- Zygophyllum aestuans L.
- Zygophyllum album L. f.
- Zygophyllum altaicum Stephan ex Ledeb.
- Zygophyllum amblyocarpum Baker
- Zygophyllum ammophilum F.Muell.
- Zygophyllum angustifolium H.Eichler
- Zygophyllum apiculatum F.Muell.
- Zygophyllum applanatum Van Zyl
- Zygophyllum atriplicoides Fisch. & C.A. Mey.
- Zygophyllum aurantiacum F.Muell.
- Zygophyllum aureum Dinter ex Engl.
- Zygophyllum australasicum Miq.
- Zygophyllum balchaschense Boriss.
- Zygophyllum berenicense (Muschl.) Hadidi
- Zygophyllum betpakdalense Golosk. & Semiotr.
- Zygophyllum billardierei DC.
- Zygophyllum borissovae Beier & Thulin
- Zygophyllum botulifolium Van Zyl
- Zygophyllum boulosii Hosny
- Zygophyllum brachypterum Kar. & Kir.
- Zygophyllum bucharicum B.Fedtsch.
- Zygophyllum budunense Semiotr.
- Zygophyllum capense Lam.
- Zygophyllum carnosum Wall.
- Zygophyllum chrysopteron Retief
- Zygophyllum clavatum Schltr. & Diels
- Zygophyllum coccineum L.
- Zygophyllum commelini Eckl. & Zeyh.
- Zygophyllum compressum J.M.Black
- Zygophyllum confluens H.Eichler
- Zygophyllum connaroides Wight & Arn. ex Hiern
- Zygophyllum cordatum Burm. f.
- Zygophyllum cordifolium L. f.
- Zygophyllum cornutum Coss.
- Zygophyllum crassifolium Schltr. ex Huysst.
- Zygophyllum crassissimum Ising
- Zygophyllum crenatum F.Muell.
- Zygophyllum cuspidatum Boriss.
- Zygophyllum cylindrifolium Schinz
- Zygophyllum darvasicum Boriss.
- Zygophyllum debile Cham.
- Zygophyllum decumbens Delile
- Zygophyllum desertorum Forssk.
- Zygophyllum dichotomum Licht. ex Cham.
- Zygophyllum divaricatum Eckl. & Zeyh.
- Zygophyllum dregeanum Sond.
- Zygophyllum dumosum Boiss.
- Zygophyllum eichleri R.M.Barker
- Zygophyllum eichwaldii C.A.Mey.
- Zygophyllum emarginatum H.Eichler
- Zygophyllum englerianum (Popov) Popov
- Zygophyllum eremaeum Ostenf.
- Zygophyllum eurypterum Boiss. & Buhse
- Zygophyllum fabagifolium Baill.
- Zygophyllum fabagineum St.-Lag.
- Zygophyllum fabago L.)
- Zygophyllum fabagoides Popov
- Zygophyllum fasciculatum Licht. ex Cham.
- Zygophyllum flavum H.Eichler ex R.M.Barker
- Zygophyllum flexuosum Eckl. & Zeyh.
- Zygophyllum foetidum Schrad. & J.C.Wendl.
- Zygophyllum fontanesii Webb & Berthel.
- Zygophyllum fruticulosum DC.
- Zygophyllum fulvum L.
- Zygophyllum furcatum C.A.Mey.
- Zygophyllum fuscatum Van Zyl
- Zygophyllum gaetulum Emb. & Maire
- Zygophyllum garipense E.Mey.
- Zygophyllum giessii Merxm. & A.Schreib.
- Zygophyllum gilfillanii N.E.Br.
- Zygophyllum glaucescens F.Muell.
- Zygophyllum gobicum Maxim.
- Zygophyllum gontscharovii Boriss
- Zygophyllum guyotii Kneuck. & Muschl.
- Zygophyllum halophilum R.M.Barker
- Zygophyllum hamiense Schweinf.
- Zygophyllum heterocladum Rech. f. & Patzak
- Zygophyllum hildebrandtii Engl.
- Zygophyllum hirticaule Van Zyl
- Zygophyllum horridum Eckl. & Zeyh.
- Zygophyllum howittii F.Muell.
- Zygophyllum humillimum MaxKoch ex Tate
- Zygophyllum ifniense Caball.
- Zygophyllum iliense Popov
- Zygophyllum incanum Schinz
- Zygophyllum incrustatum E.Mey. ex Sond.
- Zygophyllum insuave Eckl. & Zeyh.
- Zygophyllum iodocarpum F.Muell.
- Zygophyllum jaxarticum Popov
- Zygophyllum kansuense Y.X.Liou
- Zygophyllum karatavicum Boriss.
- Zygophyllum karelinii Fisch. ex Boiss.
- Zygophyllum kaschgaricum Boriss.
- Zygophyllum kegense Boriss.
- Zygophyllum kochii Tate
- Zygophyllum kopalense Boriss.
- Zygophyllum latialatum Engl.
- Zygophyllum laxum Engl.
- Zygophyllum lehmannianum Bunge
- Zygophyllum leptopetalum E.Mey. ex Sond.
- Zygophyllum leucocladum Diels
- Zygophyllum lichtensteinianum Cham.
- Zygophyllum limosum Eckl. & Zeyh.
- Zygophyllum lobulatum (Benth.) H.Eichler
- Zygophyllum loczyi Kanitz
- Zygophyllum longicapsulare Schinz
- Zygophyllum longistipulatum Schinz
- Zygophyllum macracanthum Huysst.
- Zygophyllum macrocarpon Retief
- Zygophyllum macrophyllum Regel & Schmalh.
- Zygophyllum macropodum Boriss.
- Zygophyllum macropterum C.A.Mey.
- Zygophyllum maculatum Aiton
- Zygophyllum mandavillei Hadidi
- Zygophyllum maritimum Eckl. & Zeyh.
- Zygophyllum marliesiae R.M.Barker
- Zygophyllum marlothii Engl.
- Zygophyllum maximiliani Schltr. ex Huysst.
- Zygophyllum megacarpum Boriss.
- Zygophyllum melongena Bunge
- Zygophyllum meyeri Sond.
- Zygophyllum microcarpum Boriss.
- Zygophyllum migahidii Hadidi
- Zygophyllum migiurtinorum Chiov.
- Zygophyllum miniatum Cham.
- Zygophyllum morgsana L.
- Zygophyllum mucronatum Maxim.
- Zygophyllum neglectum Grubov
- Zygophyllum obliquum Popov
- Zygophyllum obtusum Vicary
- Zygophyllum oocarpum Loes. ex Huysst.
- Zygophyllum orbiculatum Welw. ex Oliv.
- Zygophyllum ovatum Ewart & Jean White
- Zygophyllum ovigerum Fisch. & C.A.Mey. ex Bunge
- Zygophyllum oxianum Boriss.
- Zygophyllum oxycarpum Popov
- Zygophyllum pamiricum Grubov
- Zygophyllum parvifolium G.Don
- Zygophyllum pfeilii Engl.
- Zygophyllum pinnatum Cham.
- Zygophyllum potaninii Maxim.
- Zygophyllum prismatocarpum Sond.
- Zygophyllum prismatothecum F.Muell.
- Zygophyllum procumbens Adamson
- Zygophyllum proliferum Forssk.
- Zygophyllum propinquum Decne.
- Zygophyllum prostratum Thunb.
- Zygophyllum pterocarpum Bunge
- Zygophyllum pterocaule Van Zyl
- Zygophyllum pubescens Schinz
- Zygophyllum pygmaeum Eckl. & Zeyh.
- Zygophyllum qatarense Hadidi
- Zygophyllum ramosissimum Popov
- Zygophyllum rangei Engl.
- Zygophyllum retivalve Domin
- Zygophyllum retrofractum Thunb.
- Zygophyllum rigescens E.Mey.
- Zygophyllum rigidum Schinz
- Zygophyllum robecchii Engl.
- Zygophyllum rogersii Compton
- Zygophyllum rosowii Bunge
- Zygophyllum rowelliae R.M.Barker
- Zygophyllum schaeferi Engl.
- Zygophyllum schreiberianum Merxm. & Giess
- Zygophyllum semiteres Eckl. & Zeyh.
- Zygophyllum sessilifolium L.
- Zygophyllum sieversianum Stephan ex Ledeb.
- Zygophyllum simile H.Eichler
- Zygophyllum simplex L.
- Zygophyllum sinkiangense Y.X. Liou
- Zygophyllum smithii Hadidi
- Zygophyllum somalense Hadidi
- Zygophyllum sonderi H.Eichler
- Zygophyllum spatulatum D.Don
- Zygophyllum sphaerocarpum Schltr. ex Huysst.
- Zygophyllum spinosum L.
- Zygophyllum stapfii Schinz
- Zygophyllum stellulatum C.Sm.
- Zygophyllum stenopterum Schrenk
- Zygophyllum subtrijugum C.A.Mey.
- Zygophyllum succulentum Salisb.
- Zygophyllum suffruticosum Schinz
- Zygophyllum sulcatum Huysst.
- Zygophyllum taldykurganicum Boriss.
- Zygophyllum tenue R.Glover
- Zygophyllum teretifolium Schltr.
- Zygophyllum terminale Turcz.
- Zygophyllum tesquorum J.M.Black
- Zygophyllum tetrapterum H.Eichler ex R.M.Barker
- Zygophyllum thunbergianum Eckl. & Zeyh.
- Zygophyllum trialatum Blatt. & Hallb.
- Zygophyllum turcomanicum Fisch. ex Boiss.
- Zygophyllum typicum (Popov) C.Regel
- Zygophyllum uitenhagense Sond.
- Zygophyllum waterlotii Maire
- Zygophyllum webbianum Coss.
- Zygophyllum xanthoxylon (Bunge) Maxim.
- Zygophyllum zanthoxylum Engl. ex Dippel
- Zygophyllum zonuzensis Sabeti